# Cigányréce
A cigányréce (Aythya nyroca) a lúdalakúak rendjébe, ezen belül a récefélék (Anatidae) családjába és az Aythya nembe tartozó faj. Nevét jellegzetes színéről kapta a magyar nyelvben, de más nyelvekben is utal a neve a színére.

## Rendszerezése
A fajt Johann Anton Güldenstädt német ornitológus írta le 1770-ben, az Anas nembe Anas nyroca néven.

## Előfordulása
Európa keleti és déli, Ázsia déli és nyugati részén, valamint Észak-Afrikában és a Közel-Keleten honos. Természetes élőhelyei az édes vizű mocsarak és tavak, valamint tengerpartok. Vonuló faj.

## Kárpát-medencei előfordulása
Magyarországon rendszeresen fészkelő, március-november hónapokban, de át is telelhet. Sűrű növényzetű halastavakon, mocsarakban költ.

## Megjelenése
Testhossza 38–42 centiméter, szárnyfesztávolsága 63–67 centiméter, testtömege pedig 450–700 gramm. A tojó kicsit kisebb, mint a hím.
|  |  |

## Életmódja
Magvakkal, hajtásokkal, rovarokkal és  puhatestűekkel táplálkozik, ezeket általában kisebb mélységekből gyűjti, mint más bukórécék.

## Szaporodása
Talajra növényi anyagokból építi és pehelytollakkal béleli a fészkét. A fészekalj 8−12 tojásból áll, melyen 25−28 napig kotlik. A fiókák fészekhagyók. Előfordul, hogy más tojók fészkébe is rak tojást.
|  |

## Természetvédelmi helyzete
Az elterjedési területe rendkívül nagy, egyedszáma viszont csökken. A Természetvédelmi Világszövetség Vörös listáján mérsékelten fenyegetett fajként szerepel. Európában még nem fenyegetett fajként van nyilvántartva, Magyarországon fokozottan védett, természetvédelmi értéke 500 000 Ft.